# 대한민국 민법 제973조
대한민국 민법 제973조는 친족회원의 선관의무에 대한 민법 친족법 조문이었다.

## 조문
제973조 (친족회원의 선관의무) 제681조의 규정은 친족회원에 준용한다.

## 같이 보기
- 친족회
- 대한민국 민법 제681조